# Ier gouvernement constitutionnel portugais
IIIe République
IVe provisoire IIe constitutionnel
Le Ier gouvernement constitutionnel portugais (en portugais : I Governo Constitucional de Portugal) est le gouvernement de la République portugaise entre le 23 juillet 1976 et le 30 janvier 1978, durant la première législature de l'Assemblée de la République.

## Historique du mandat
Dirigé par le nouveau Premier ministre socialiste Mário Soares, ce gouvernement est constitué et soutenu par le Parti socialiste (PS). Seul, il dispose de 107 députés sur 263, soit 40,7 % des sièges de l'Assemblée de la République.
Il est formé à la suite des élections législatives du 25 avril 1976. Il succède donc au sixième gouvernement provisoire, dirigé par intérim par le ministre de l'Intérieur Vasco Almeida e Costa.

### Formation
Au cours du scrutin, le PS vire une nouvelle fois en tête avec 34,9 % des suffrages exprimés, ce qui lui donne une majorité relative à l'Assemblée mais constitue un recul d'environ 250 000 voix par rapport aux élections constituantes de 1975. Il devance ainsi le Parti populaire démocratique (PPD) de Francisco Sá Carneiro, qui se réclame du centre gauche et totalise 24,4 % des suffrages et 73 députés. Seul le Parti du centre démocratique et social (CDS), qui compte 16 % des voix et 42 parlementaires, se réclame du centre droit au Parlement.
Soares est nommé formateur le 16 juillet par le président de la République António Ramalho Eanes, vainqueur trois semaines plus tôt de l'élection présidentielle. Il constitue un gouvernement de dix-sept ministres, dont un indépendant, à peine six jours plus tard. Le 2 août, il présente son programme à l'Assemblée de la République, qui ne le rejette pas du fait du soutien du PPD et du CDS.
Le 25 mars 1977, il procède à un ajustement ministériel et nomme deux indépendants, dont l'ancien président du groupe parlementaire du PPD Carlos Mota Pinto.

### Succession
Le Premier ministre remet sa démission le 8 décembre 1977, après avoir perdu un vote de confiance par 100 voix pour et 159 contre à l'Assemblée, n'ayant bénéficié du soutien d'aucun autre groupe parlementaire. Trois semaines plus tard, Soares est nommé formateur par le chef de l'État. Il parvient à trouver un accord de coalition avec le CDS et le 30 janvier 1978, il constitue le deuxième gouvernement constitutionnel.

## Composition

### Initiale (23 juillet 1976)
| Fonction                                                   | Titulaire | Titulaire                                                   | Parti |
| ---------------------------------------------------------- | --------- | ----------------------------------------------------------- | ----- |
| Premier ministre                                           |           | Mário Soares                                                | PS    |
| Ministre d'État                                            |           | Henrique de Barros                                          | PS    |
| Ministre sans portefeuille                                 |           | Jorge Campinos                                              | PS    |
| Ministre de la Défense nationale                           |           | Mário Firmino Miguel                                        | Sans  |
| Ministre du Plan et de la Coordination économique          |           | António de Sousa Gomes                                      | PS    |
| Ministre de l'Intérieur                                    |           | Manuel da Costa Brás                                        | Sans  |
| Ministre de la Justice                                     |           | António de Almeida Santos                                   | PS    |
| Ministre des Finances                                      |           | Henrique Medina Carreira                                    | PS    |
| Ministre des Affaires étrangères                           |           | José Medeiros Ferreira                                      | PS    |
| Ministre de l'Agriculture et de la Pêche                   |           | António Lopes Cardoso (jusqu'au 05/11/1976) António Barreto | PS    |
| Ministre de l'Industrie et de la Technologie               |           | Walter Rosa (jusqu'au 07/01/1977) António de Sousa Gomes    | PS    |
| Ministre du Commerce et du Tourisme                        |           | António Barreto                                             | PS    |
| Ministre du Travail                                        |           | Francisco Marcelo Curto                                     | PS    |
| Ministre de l'Éducation et de la Recherche scientifique    |           | Mário Sottomayor Cardia                                     | PS    |
| Ministre des Affaires sociales                             |           | Armando Bacelar                                             | PS    |
| Ministre des Transports et des Communications              |           | Emílio Rui Vilar (pt)                                       | PS    |
| Ministre des Travaux publics                               |           | João Almeida Pina                                           | PS    |
| Ministre du Logement, de l'Urbanisme et de la Construction |           | Eduardo Pereira                                             | PS    |

### Remaniement du 25 mars 1977
- Les nouveaux ministres sont indiqués en gras, ceux ayant changé d'attributions en italique.

| Fonction                                                   | Titulaire | Titulaire                                                                          | Parti |
| ---------------------------------------------------------- | --------- | ---------------------------------------------------------------------------------- | ----- |
| Premier ministre                                           |           | Mário Soares                                                                       | PS    |
| Ministre d'État                                            |           | Henrique de Barros                                                                 | PS    |
| Ministre sans portefeuille                                 |           | Jorge Campinos                                                                     | PS    |
| Ministre de la Défense nationale                           |           | Mário Firmino Miguel                                                               | Sans  |
| Ministre du Plan et de la Coordination économique          |           | António de Sousa Gomes                                                             | PS    |
| Ministre de l'Intérieur                                    |           | Manuel da Costa Brás                                                               | Sans  |
| Ministre de la Justice                                     |           | António de Almeida Santos                                                          | PS    |
| Ministre des Finances                                      |           | Henrique Medina Carreira                                                           | PS    |
| Ministre des Affaires étrangères                           |           | José Medeiros Ferreira (jusqu'au 10/10/1977) Mário Soares (à partir du 12/10/1977) | PS    |
| Ministre de l'Agriculture et de la Pêche                   |           | António Lopes Cardoso                                                              | PS    |
| Ministre de l'Industrie et de la Technologie               |           | Alfredo Nobre da Costa                                                             | Sans  |
| Ministre du Commerce et du Tourisme                        |           | Carlos Mota Pinto                                                                  | Sans  |
| Ministre du Travail                                        |           | António Maldonado Gonelha                                                          | PS    |
| Ministre de l'Éducation et de la Recherche scientifique    |           | Mário Sottomayor Cardia                                                            | PS    |
| Ministre des Affaires sociales                             |           | Armando Bacelar                                                                    | PS    |
| Ministre des Transports et des Communications              |           | Emílio Rui Vilar (pt)                                                              | PS    |
| Ministre des Travaux publics                               |           | João Almeida Pina                                                                  | PS    |
| Ministre du Logement, de l'Urbanisme et de la Construction |           | Eduardo Pereira                                                                    | PS    |